# Marika Rökk
Marika Karoline Rökk (Caïro, 3 november 1913 – Baden (bij Wenen), 16 mei 2004) was een Hongaarse zangeres, danseres en actrice die beroemd werd in Duitse films, met name in het nazi-tijdperk.

## Biografie
Rökk was een dochter van de Hongaarse architect Eduard Rökk en zijn vrouw Maria Karoly. Ze bracht haar jeugd door in Boedapest, maar in 1924 verhuisde haar familie naar Parijs. Hier leerde zij dansen en werkte zij als danseres in de Moulin Rouge. Na een tournee in de Verenigde Staten ging ze naar Engeland, waar ze optrad in haar eerste film. In 1934 werd haar een contract aangeboden bij Universum Film AG (UFA) in Duitsland, waar ze een van de beroemdste filmsterren van die tijd werd. Ook werkte ze als acrobate in de Wintergarten in Berlijn en bij Circus Renz.
In de nazitijd was Rökk een van de belangrijkste Duitse filmsterren. Zij was het middelpunt in een aantal Duitse revuefilms, die naar Amerikaans voorbeeld werden vervaardigd. In drie films was de Nederlandse acteur Johannes Heesters haar tegenspeler.
Na de Tweede Wereldoorlog kreeg Rökk een tijd een speelverbod opgelegd. Vanaf 1948 was ze weer te zien op het filmdoek. Haar belangrijkste naoorlogse film was Maske in blau (1953). Ook maakte ze enkele operetteverfilmingen, zoals Die Csardasfürstin en Die Fledermaus. In het laatste deel van haar loopbaan werkte zij in Weense en Berlijnse theaters, waar ze speelde in operettes. Ze was van 1940 tot aan zijn dood in 1964 getrouwd met de Duitse filmregisseur Georg Jacoby (die al haar films regisseerde) en van 1968 tot hij overleed in 1985 met de Hongaarse acteur Fred Raul. Ze was de moeder van actrice Gaby Jacoby. Ze overleed aan een hartaanval in Baden bij Wenen in Oostenrijk.
In 2017 werd beweerd dat Rökk een spion in dienst van de Sovjet-Unie was. Het spionagenetwerk waar zij onderdeel van zou zijn geweest zou de Sovjets in de Tweede Wereldoorlog van informatie over de Duitse invasie hebben voorzien. Latere berichten bestreden deze beweringen.

## Filmografie
- Why Sailors Leave Home (1930)
- Csókolj me édes! (1932)
- Kiss Me Sergeant (1932)
- Kísértetek vonata (1933)
- Leichte Kavallerie (1935)
- Heißes Blut (1936)
- Der Bettelstudent (1936)
- Und du mein Schatz fährst mit (1937)
- Karussell (1937)
- Gasparone (1937)
- Eine Nacht im Mai (1938)
- Tanzendes Herz (1939)
- Vadrózsa (1939)
- Es war eine rauschende Ballnacht (1939)
- Hallo Janine! (1939)
- Kora Terry (1940)
- Wunschkonzert (1940)
- Zirkusblut (1940)
- Tanz mit dem Kaiser (1941)

- Hab mich lieb (1942)
- Die Frau meiner Träume (1944)
- Frauen sind doch bessere Diplomaten (1941)
- Fregola (1949)
- Sensation in San Remo (1951)
- Kind der Donau (1950)
- Die Czardasfürstin (1951)
- Maske in Blau (1953)
- Die geschiedene Frau (1953)
- Nachts im grünen Kakadu (1957)
- Das gab's nur einmal (1958)
- Bühne frei für Marika (1958)
- Die Nacht vor der Premiere (1959)
- Mein Mann, das Wirtschaftswunder (1961)
- Heute gehn wir bummeln (1961)
- Hochzeitsnacht im Paradies (1962)
- Die Fledermaus (1962)
- Der letzte Walzer (1973)
- Schloß Königswald (1988)

## Hit in Duitsland
- #### - Es ist nur die Liebe